# Sema-Kamm
Der Sema-Kamm (russisch Семи́нский хребет, Seminski chrebet) ist ein Gebirgszug in der russischen Republik Altai im nordwestlichen Altaigebirge.
Der Sema-Kamm erstreckt sich vom linken Flussufer des Katun in westlicher Richtung. Nach Süden hin wird das Gebirge vom Ursul entwässert. An seiner Nordflanke entspringen die Flüsse Sema und Pestschanaja. Der Gebirgszug hat eine Länge von etwa 120 km. Höchste Erhebung ist der 2506 m hohe Sarlyk (Сарлык). Das Gebirge besteht hauptsächlich aus metamorphen Gesteinen. Die Berghänge sind von Wäldern bestehend aus Lärchen, Tannen und Sibirischen Zirbelkiefern bedeckt. In den südlichen Hochlagen herrscht Geröll-Tundra. Über den 1894 m hoch gelegenen Sema-Pass verläuft die wichtige Verbindungsstraße R256 (ehemals M52).